# Равномерна непрекъснатост
Функцията {\displaystyle f(x)} е равномерно непрекъсната, ако малки промени по {\displaystyle x} (които ще бележим с {\displaystyle \delta }) отговарят на малки промени по ординатата (които ще бележим с {\displaystyle \epsilon }) – което изразява условието за непрекъснатост – и освен това {\displaystyle \epsilon } трябва да не зависи от х, а само от {\displaystyle \delta }. По-точно, една функция е равномерно непрекъсната, ако за всяко ε>0, съществува δ>0, такова че от |x-y|<δ да следва |f(x)-f(y)|<ε.
Всяка равномерно непрекъсната функция е непрекъсната, но обратното твърдение е невярно. Като пример може да бъде дадена функцията {\displaystyle f(x)={1 \over x}} в областта на положителните реални чесла. Тази функция е непрекъсната, но не е равномерно непрекъсната, защото, когато x клони към 0, f(x) нараства неограничено – т.е. малки промени по х „близо“ до нулата и „далече“ от нея отговарят на изменения в f(x) от различни порядъци. Ако обаче се знае, че {\displaystyle f} е непрекъсната върху краен затворен интервал, то теоремата на Кантор осигурява равномерна непрекъснатост в този интервал.